# Stolichnaya
Stolichnaya (ros. Столичная, Stolicznaja, dosł. „stołeczna”, znana także jako Stoli) – rosyjska wódka, produkowana z żyta i pszenicy.

## Proces produkcji
Produkcję wódki rozpoczyna się od zalania żyta wodą ze studni artezyjskich z regionu Królewca, które następnie poddawane są około sześćdziesięciogodzinnej fermentacji. Uzyskany płyn destylowany jest czterokrotnie, do uzyskania spirytusu o zawartości alkoholu wynoszącej około 96,4%. Roztwór następnie rozcieńczany jest wodą artezyjską, która nadaje mu odpowiedniej płynności, później poddaje się go filtrowaniu. W procesie filtracji wódki nie używa się produktów pochodzenia zwierzęcego, toteż uważana jest za przyjazną weganom.
Na etykiecie znajdują się słowa Stolichnaya vodka pisane złotą pochyloną czcionką, w tle zaś widnieje hotel Moskwa, w którym niegdyś zatrzymał się Józef Stalin.

## Historia
Początki marki sięgają 1901 roku, kiedy w Moskwie zaczęto produkować wódkę, domyślnie o wyższej jakości niż pozostałe. Od 2001 do 2002 roku trwał spór sądowy o prawa do marki, które ostatecznie odebrane zostały przedsiębiorstwu Sojuzplodimport i przekazane państwu, a dokładniej rosyjskiemu ministerstwu rolnictwa.
W 1972 roku PepsiCo zawarła porozumienie z rządem ZSRR, na mocy którego przedsiębiorstwo stało się dystrybutorem wódki na rynkach zachodnich, rozpoczęła także sprzedaż pepsi w Rosji; pepsi była pierwszym zagranicznym produktem legalnie sprzedawanym w ZSRR.
Po rozpadzie Związku Radzieckiego stolichnaya nadal produkowana była w kilku krajach postradzieckich, m.in. na Ukrainie. Nie zmieniono jednak używanej od lat etykiety.

## Rodzaje
Stolichnaya dostępna jest w kilku rodzajach, m.in.:
- Stolichnaya 40% (czerwona etykieta)
- Stolichnaya 40% (srebrna bądź złota)
- Stolichnaya 50% (niebieska etykieta)
- Stolichnaya elit (dodatkowo filtrowana)
- Stoli blakberi (jeżynowa)
- Stoli blueberi (borówkowa)
- Stoli citros (cytrusowa)
- Stoli cranberi (żurawinowa)
- Stoli ohranj (pomarańczowa)
- Stoli peachik (brzoskwiniowa; dawniej znana jako stoli persik)
- Stoli razberi (malinowa)
- Stoli strasberi (truskawkowa)
- Stoli vanil (waniliowa)